# ATC code D03
ATC code D03 فراورده‌های درمان زخم‌های پوستی و بافتی زیرگروهی درمانی از سیستم طبقه‌بندی شیمیایی درمانی آناتومیک است. این سیستمِ متشکل از کدهای حرفی‌عددی را سازمان جهانی بهداشت برای طبقه‌بندی داروها و سایر تولیدات پزشکی ایجاد کرده است. زیرگروه D03 جزوی از گروه آناتومیک D مرتبط به پوست و ضمائم است.

کدهای مورد استفاده در دامپزشکی (کدهای ATCvet) را می‌توان با گذاشتن حرف Q جلو کدهای انسانی ATC ایجاد کرد: مثلاً QD03. کدهای ATCvet که فاقد کدهای انسانی متناظر ATC هستند، در فهرست ذیل با حرف آغازین Q ذکر شده‌اند.
ممکن است نسخه‌های ملی از طبقه‌بندی ATC حاوی کدهای اضافه‌ای باشند که در این فهرست (نسخهٔ سازمان جهانی بهداشت) نیامده باشند.

## D03A  Cicatrizant s

### D03AX Other cicatrizants
D03AX01 Cadexomer iodine
D03AX02 Dextranomer
D03AX03 دکسپانتنول
D03AX04 پانتوتنیک اسید
D03AX05 اسید هیالورونیک
D03AX06 Becaplermin
D03AX09 Crilanomer
D03AX10 انوکسولون
D03AX11 سدیم کلریت (tetrachlorodecaoxide)
D03AX12 تری‌اتانول‌آمین
D03AX13 توس (درخت)e cortex
QD03AX90 Ketanserin

## D03B آنزیم‌ها

### D03BA Proteolytic enzymes
D03BA01 تریپسین
D03BA02 Clostridiopeptidase
D03BA03 Bromelains
D03BA52 Collagenase, combinations